# Biskupice (okres Svitavy)
Obec Biskupice (německy Biskupitz) se nachází v okrese Svitavy v Pardubickém kraji. Biskupice leží v severozápadní části historické Moravy, asi 330 metrů nad mořem. Leží zhruba 17 kilometrů jižně od Moravské Třebové, 20 km severně od Boskovic a 4 km východně od Jevíčka. Žije zde 469 obyvatel. Obcí protéká Biskupický potok, který je pravostranným přítokem říčky Jevíčky.

## Geografie
Kraj se skládá ze západní části Drahanské vrchoviny a z východního úpatí Českomoravské vrchoviny. Mezi těmito dvěma celky se nachází nížinný pás poměrně úrodné půdy, který se nazývá Malá Haná. Ta je nepatrnou součástí dlouhého geologického prolomu zvaného Boskovická brázda, který se táhne z východních Čech ze Žamberecka přes Lanškroun, Moravskou Třebovou, Jevíčko, Boskovice, Černou Horu, Rosice až k Moravskému Krumlovu.

## Historie

### Pravěké osídlení
Malá Haná byla v pravěku díky své výhodné pozici i úrodné půdě osídlena poměrně hustě. Archeologické nálezy dosvědčují, že člověk se v tomto kraji toulal již ve starší době kamenné, to jest před 27 až 12 000 lety. Asi před 6 000 lety dorazili na Malou Hanou také první zemědělci. Poté se zde vystřídalo velké množství lidských kultur, po kterých byly nalezeny mnohé vykopávky.
Velmi významný byl také lid popelnicových polí, který zde sídlil asi 1100 až 400 let př. Kr. Tito obyvatelé měli své sídliště mimo jiné poblíž dnešní biskupické vlakové zastávky, kde byly roku 1889 při stavbě železnice odkryty pozůstatky z této kultury.
Poté dorazil nejen do tohoto kraje, ale i na celé území dnešního českého státu národ Keltů, který si podmanil původní obyvatelstvo a přinesl mu vysokou životní úroveň. Vládu Keltů však posléze smetla invaze germánských kmenů, které vystřídali od 6. století po Kr. Slované. Malá Haná tak v sobě během staletí ukryla velké bohatství v podobě pozdějších archeologických vykopávek. Po prehistorických kulturách se dochovala také různá hradiska.

### Založení Biskupic
Na území Malé Hané přišli asi v šestém století Slované, tu pak obsadili někdy ve století sedmém a osmém. Postupně zakládali obce, z nichž mnohé během staletí zanikly. Kdy a za jakých okolností vznikly Biskupice, není známo, stejně tak není znám původní pohanský název obce. Pravděpodobně se jednalo o jméno rodové, po nejstarším z rodu, a bylo zakončeno na -ice. Tak jako pohanské názvy vesnic Cetkovice a Sudice, která nesou jména po jistém Sudovi a Cetkovi. Oproti těmto jménům jsou Biskupice, Jaroměřice a Opatovice již názvy z období křesťanství, neboť byly pojmenovány po biskupovi, opatovi a pražském biskupovi Jaromírovi.
Biskupice vznikly, stejně jako okolní vesnice Malé Hané, na ulicovém půdorysu. Ulice–náves byla založena po obou stranách potoka, přičemž směrem k plužině zůstala ulice otevřena. Později byla na tomto místě vystavena tvrz. Kostel stál mimo náves, což prozrazuje, že byl postaven později než pohanská vesnice.

### Biskupice ve středověku

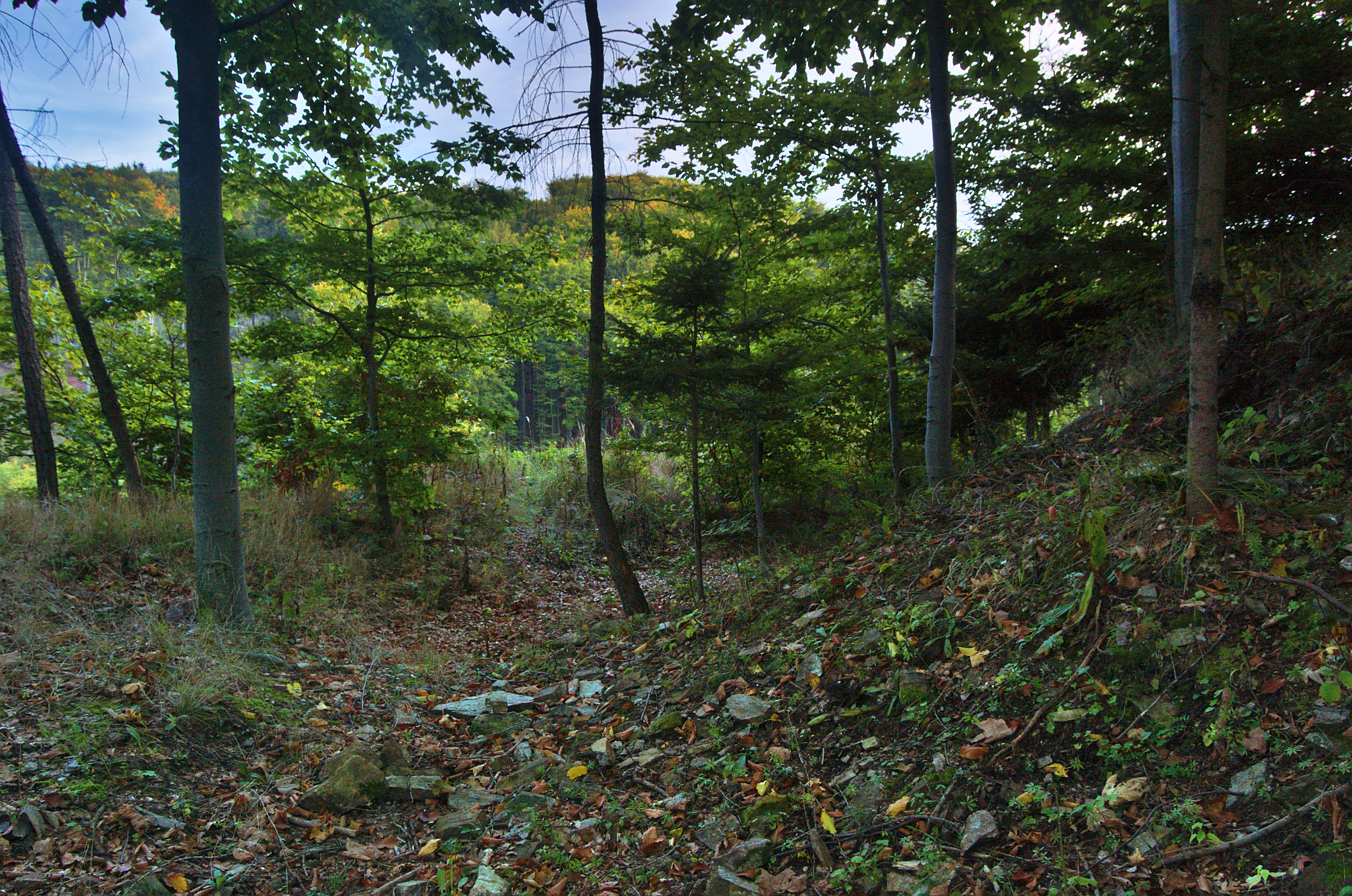
Pozůstatky valu zříceniny hradu Plankenberk

Kdy se stala obec vlastnictvím pražského biskupa, se nepodařilo zjistit. Mohlo to být však již v desátém století, kdy česká knížata rozdávala statky církvi a klášterům. Stejně tak náležela biskupovi sousední obec Jaroměřice a velká část lesa směrem na Kladky. V roce 1063 vzniklo biskupství také v Olomouci a pražský biskup Jaromír se dostal s olomouckým biskupem Janem do velkých konfliktů, které musel posléze vyřešit až papež v Římě. Roku 1075 dojednal tedy papež mezi oběma duchovními smír, jehož důsledkem bylo odtržení Biskupic od pražského biskupství a jejich začlenění k biskupství olomouckému.
Někdy ve dvanáctém století došlo ke kolonizaci lesa u Biskupic. Cílem této činnosti bylo zvýšení výnosu ze statku olomouckého biskupa. Tak vznikly obce Kladky, Březinky a Nectava. V těsné blízkosti Biskupic byly také založeny vesnice Lhotka (jižně od obce) a Zelhotín, který ležel poblíž dnešní Nectavy. Obě tyto osady posléze zanikly. První listinné zprávy o Biskupicích pocházejí z roku 1262, kdy olomoucký biskup Bruno daroval obec k užitku olomoucké kapitule. O století později, roku 1361, koupil Biskupice markrabě Jan, bratr krále Karla IV. Krajina se mu zdála natolik výhodná, že zde nechal vybudovat pevný hrad Plankenberk. V roce 1513 prodává pán z Kynšperka naši obec Petru Šedíkovi z Kunčiny, kterému patří také sousední Jaroměřice a dokonce i Jevíčko. V zápisu v zemských deskách se poprvé uvádí, že v Biskupicích stojí tvrz.

### Novověk

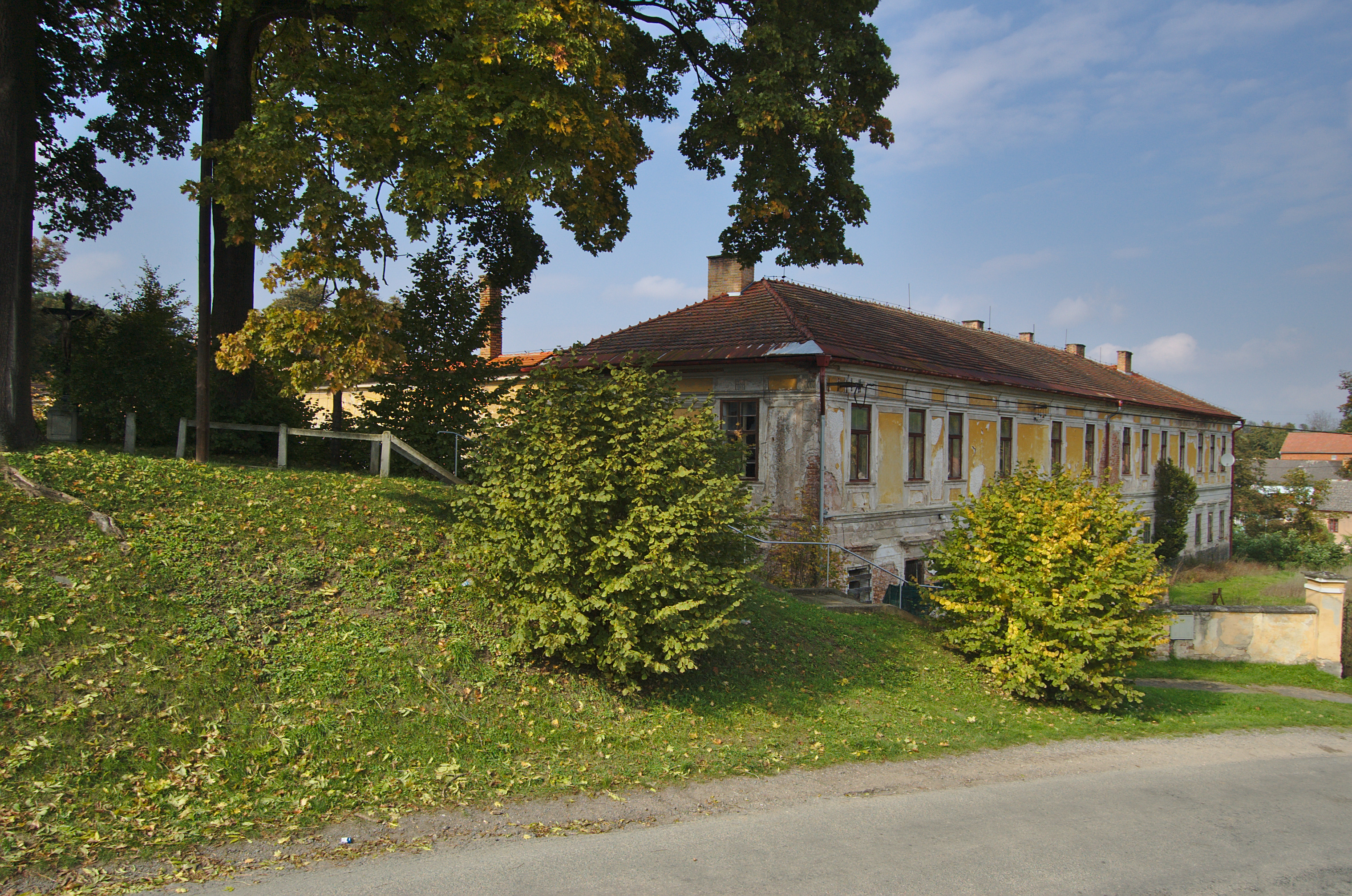
Zámek

Petr Šedík z Kunčiny zůstal bezdětný, a proto většinu svého majetku odkázal svým sestřenicím. Biskupice a Březinky tak připadly sestřenici Aleně z Warnsdorfa a posléze jejímu manželovi Jeronýmovi Špetle z Prudic. Páni z Prudic vlastnili obec asi do počátku 17. století.
V roce 1589, za majitele Litvína Špetle z Prudic, došlo k vyloupení biskupického kostela. Litvín tuto událost oznámil do Moravské Třebové. Uvádí, že „neznámí lotři se do kostela vloupali, truhlici vypáčili, cyborium rozsekali, peníze obecní i sirotčí z truhlice vybrali a také na zlatě kostelním velkou škodu udělali“. Litvín žádal, aby se rada při mučení lotrů v třebovském vězení pilně vyptávala, zda by někdo nevěděl o možném pachateli.
Roku 1642 přitáhla na Moravu švédská armáda, která zde zůstala až do konce třicetileté války v roce 1648. Jejich přítomnost pocítila tvrdě většina obcí, Biskupice nevyjímaje. V roce 1646 přitáhli Švédové do Biskupic, kde loupili a brali vše, co se jim hodilo. Tehdejší majitel obce Vilém Švábenský si poté stěžoval, že vojáci okradli dokonce jeho dcery.
Po smrti Viléma Švábenského prodala dědička panství Marie Anna Biskupice, Březinky a Nectavu Václavu Bartodějskému z Bartoděj. Tento šlechtic byl krajským hejtmanem a obec Biskupice si zvolil za svoje sídlo. K jeho statkům patřily rovněž Velké Opatovice a obě dvě panství mu spravoval brněnský úředník, hejtman Andris Matzger. Úředníkovi potomci užívali za svým jménem příponu -le (Mackerle) a stali se v Biskupicích zakladateli rodu Mackerlů. Toto příjmení zřejmě tedy pochází výhradně z Biskupic.
V roce 1677 bylo v obci provedeno přeměření lánů, tzv. lánská vizitace. Při té příležitosti se uvádí, že zde žilo deset velkých a tři malí sedláci, jeden zahradník s polnostmi a čtrnáct zahradníků bez polí (chalupníků).
Majitelé biskupického panství dosud přebývali na tvrzi, která stávala ve stejných místech jako zámek. Vojtěch Liebštejnský však nechal starou tvrz zbořit a na jejím místě vystavěl nový zámek. Ten se skládal ze čtyř křídel a rozlehlého dvora. Křídlo k východu a k severu bylo jednopatrové, ostatní byla přízemní a sloužila hospodářským účelům. Nad středním průčelím byla věžička s hodinami, které byly později přeneseny a umístěny na kostele.
V roce 1716 byla v Biskupicích postavena palírna. Ta byla o dvanáct let později pronajata Marku Aronovi z Boskovic, který byl židovského původu. Roku 1741 dostal palírnu do pronájmu František Gröbner, měšťan a obchodník se železem z Jevíčka. V roce 1798 byla prodána jistému Mojžíšovi Bockovi. Rok 1729 byl ve znamení založení osady Libštejn, dnešního Zálesí. Ta vznikla na místě rozparcelovaného dvora a byla pojmenována podle svého majitele Liebštejnského z Kolovrat.

## Některá historická data obce Biskupice
- 1063 vzniklo biskupství Olomoucké, které dostalo do vínku řadu obcí.
- 1069 existovaly jako Biskupská ves, o kterou byly vedeny spory (1072–1075), které vyřešil až papež. Tak na důkaz toho, že patří biskupství Olomouckému.
- 1267 olomoucký biskup Bruno ze severoněmeckého rodu hrabat Schauenburgu, kterému patřila krajina kolem Svitav, potvrdil vesnici Biskupice k užitku Olomoucké kapitule.
- 1361 markrabě Jan Jindřich (bratr krále Karla IV.) koupil od církve Biskupice, aby si v příhodné krajině Postavil pevný hrad Plankenberk.
- 1375 daroval Biskupice s hradem synovi Joštovi, který se svářil se svým bratrem Prokopem. Bratr Prokop okradl bratra Jošta o tento majetek a roku jej lénem věnoval Ješkovi Pušce z Kunštátu.
- 1399 po vyobcování Ježka Pušky z církve, Prokop majetek zastavil Janu Boskovicovi z Brandýsa, aby dále ničil okolní majetky bratra Jošta Olomoucké kapituly.
- 1412 Jošt daroval obec Biskupice s pustým hradem Heraldovi z Kunštátu, řečenému „ze skal”. Poprvé se tu připomíná dvůr.
- 1424 zmocnil se Biskupic ve válkách husitských Víček z Opatovic. Jaroměřice tou dobou byly přifařeny do Biskupic, kde i pochovávali. Po smrti Herolda z Kunštátu připadly Žofce z Kunštátu, ale ta je 1437 prodala Martinu Alšovi z Drahanovic. Martin dal Biskupicím 1439 odúmrť.
- 1446–1493 patrně dědictvím přešlo panství na pána Jana z Polanky a Nanya z Lukavce (Jan z Polanky měl manželku z rodu Drahanovických). Jan prodává poloviční panství Biskupic Alešovi z Polanky, zatím druhá polovice panství zůstává v držení Drahanovických.
- 1493–1513 majitelé obou polovin Aleš z Polanky a Martin Znata a Mikuláš z Drahanovic prodali panství Volfarovi a Planknarovi z Kynšperka. Za jejich panství byl přestavěn v Biskupicích starý kostel, pořízeny nové zvony a postavena na místě dnešního zámku renesanční tvrz, protože hrad Planktenberk byl již pustý.
- 1513–1545 bylo panství prodáno Petru Sedíkovi z Kunčiny, kterému patřily Jaroměřice a v roce 1540 i Jevíčko.
- 1545–1570 odkázal Petr majetek Biskupice sestřenici Aleně z Varnsdorfu a žádal, aby Jeroným Špetle z Prudic nic z majetku nedostal, ale přece se zde, nevím jak a proč, usadil pan Jeroným.
- 1570–1584 Jan Špetle z Prudic (syn Jeronýma)
- 1584–1591 Litvín Špetle z Prudic měl v trvalém vlastnictví také Hartinkov.
- 1589 byl v Biskupicích vyloupen kostel s velkou škodou ve zlatě.
- 1591–1604 Jiří Špetle z Prudic oznamuje, že jeho strýc Litvín Špetle zemřel a stává se tak majitelem panství.
- 1592 se Jiří Špetle ženil.
- 1597 snížil poddaným Jiří Špetle robotu a dává k obecnímu dobru les „Horka”.
- 1604–1606 dědil panství manžel jeho dcery Elišky Hroch Jalůvka z Melovic, který dlel v Hartinkově.
- 1606–1637 na tvrzi v Biskupicích dlel Jaroslav Drahanovický s manželkou Boženou Bílskou z Kasírova. V Biskupicích byly v tu dobu dva mlýny a pivovar. 1624 mu byla polovina majetku konfiskována, ač byl katolík.
- 1637–1661 po smrti Jaroslava Drahanovického bylo panství prodáno Vilému Švábenskému a jeho manželce Juliáně z Pokštejna.
- 1661–1667 dědička panství Marie Anna prodala Biskupice s Nectavou a Březinkami Bartolomějskému z Bartoděj, hejtmanu, který žil v Biskupicích, a z tvrze vydával nařízení V té době byla postavena hospoda č. 46. Správce jeho panství byl Andris Matzger (zdrobnělinou vzniklo jméno Mackerle).
- 1667–1713 koupil Biskupice, kde na tvrzi dlel Zikmund sak z Bohuňovic, hejtman, později úřadoval v Olomouci. Po jeho smrti 12. srpna 1700 bez závěti se o jeho majetek dělili synové. Ferdinand si vzal Biskupice, které 31. července 1713 prodal s chatrnou tvrzí Janu Vilémovi Libštejnskému, hraběti z Kolovrat, proboštu kapituly v Olomouci. Ten na místě tvrze dal postavit v letech 1713–1716 dnešní zámek a s jeho dostavěním byla postavena i panská palírna č.p. 4 (Valouch)
- Vojtěch Libštejnský přikoupil znovu Vranovou a Vranovou Lhotu. Posledním členem rodu byl Rudolf, mající za manželku hraběnku Marii Antonii z Blümegenu (1742–1785, ovdovělou hraběnku Maquiere). Rudolf zemřel 31. července 1722 a 1. srpna 1722 porodila jeho manželka dceru Marii Antonii, která zemřela 15. 3. 1773. Po úmrtí dcery se její matka (vdova) provdala ještě téhož roku za vlastního strýce hraběte Jana Krištofa z Blümegenu (bratra vlastního otce) a tak veškerý majetek přešel na rod Blümegen.
- Blümegenové 1772–1816 v roce 1775 dala Marie Antonie přestavět kostel, posledně přestavovaný za Volfarta a Planknara z Kynšperka, vysvěcen v roce 1776. 1788 ze závěti dala přestavět kostel ve Vranové Lhotě. Po jejím úmrtí byl majetek předán jejímu bratrovi Jindřichovi z Blümegen, dále jejímu nevlastnímu synovi Petrovi, který však zemřel 6. 6. 1813. Potom 3. dubna 1816 došlo k vyrovnání v tom smyslu, že vdova po něm rozená Františka, baronka ze Stillfriedu, převzala panství Vizovické (Vizovice místo rodinné hrobky rodu).
- Schaffgotschové 1816–1874 Biskupice hrabě Josef ze Schaffgotsche, který nebyl plnoletý, proto za něj spravoval panství otec Arnošt ze Schaffgotsche (Josef narozen 17. září 1794–17. září 1818 zemřel ve věku 24 let). Uzavřel sňatek s Marií, hraběnkou z Fürstenberku (15. ledna 1792 - 19. července 1863). Dala vysadit park kolem zámku o čemž svědčí pomníček v parku s textem (přeloženo) Pamětní kámen v upomínku na zakladatelkou této zahrady, šlechetnou hraběnkou Marií Schaffgotschové-Fürstenberkovou, založený 1863 v roce jejího rozloučení se s námi, jejím nejvěrnějším přítelem.

Z manželství se narodily tři děti. V Biskupicích zůstal Bedřich (22. července 1822 - 6. května 1892) za manželku měl Terezii Pálffyovou z Erdődu (24. ledna 1824–14. září 1879), měli dvě děti, v Biskupicích zůstala Antonie (18. července 1850–26.3.1942).
- Thurn-Taxisové (1874–1945) Antonie se provdala za prince Lamorala z Thurn-Taxisu, 13. dubna 1832 – 9. prosince 1903. Měli dva syny. V Biskupicích Bedřich Lamoral (2. prosince 1871 – 10. května 1945), byl zastřelen revolučními gardami. Za manželku měl Belgičanku Eleonoru z Ligne (25. ledna 1877–1959). Měli tři děti: Eulálii (1908-1993), Jiřího Lamorala (* 26. dubna 1910-1986) a Huga Lamorala (* 21. září 1916).
- Po skončení druhé světové války žádný z nich v Biskupicích nezůstal. 7. května 1970 zámek navštívila Lamoralova dcera Marie Antonie, * 22. dubna 1944. Později Hugův syn Karl, který přivezl dědovi na hřbitůvek pomníček.

### Obce založené v Biskupském panství
- Vysoká - 1720 o 15 domech, založena za Viléma Vojtěcha Libštejnského z Kolovrat na částečně rozparcelovaném dvoře. Roku 1775 po úplném zrušení dvora Blümegenové obec rozšířili. Roku 1869 byla Vysoká částí Březinek.
- V Nectavě - v roce 1744 prodali Libštejnští hospodu Davidu Svatošovi. Roku 1747 mlýn Petru Korábovi z Brandýsa, od roku 1790 je v majetku rodiny Kornitzerů.
- V Biskupicích v roce 1772 prodává A. Blümegen č.p. 50, hospodu a kovárnu, vedle mlýna v lukách Mikuláši Přichystalovi. V roce 1783 kovárnu č.p. 2 Ondřeji Zalíbilovi, v roce 1798 palírnu č.p. 4 kupuje žid Mojžíš Bock.
- Nová Roveň - v roce 1786 o 22 domech založena Blümegeny nad obcí Stará Roveň.
- U Biskupic - 1826–1830 východně na svahu J. Schaaffgotsche založil kolonii Flintór o 22 domech pro lesní dělníky.
- V Hartinkově - 1826–1830 J. Schaffgotsch zalořil 25 domů a 1838 dalších 7 domů.
- V Biskupicích - v roce 1831 J. Schaffgotsch prodal mlýn v lukách č.p. 49 Vincenci Jurníčkovi. Roku 1870 byl zrušen panský pivovar č.p. 11 ze kterého obec zbudovala v roce 1878 trojtřídní školu.

## Slavní rodáci
- Adolf Vykydal - hudebník v orchestru Slovenského národního divadla v Bratislavě
- Josef Přichystal–hudební činnost
- Maxmilián Fatka–odborník v oboru poštovních spojů a telegramů
- Hermann von Pillersdorff (1817–1887) slezský zemský prezident, místopředseda Říšské rady
- Ludvík Mackerle (1893–1943)–legionář, za 2. sv. války protinacistický odboj, člen Obrany Národa[4].

## Palírny a lihoviny

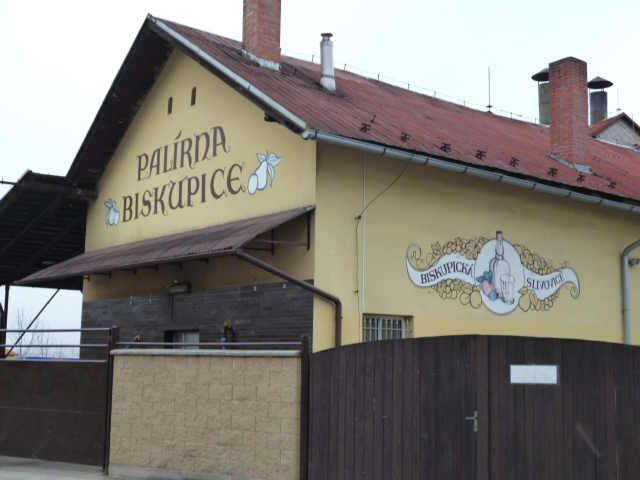
Palírna Biskupice

Pálení má v obci dlouholetou tradici, neboť dostatek dobrého ovoce na Malé Hané k tomu přímo vybízel i v minulosti. Již roku 1716 dala vrchnost postavit poblíž zámku panskou palírnu (dnes č.p. 4). Zde se postupně vystřídalo mnoho nájemců. Po druhé světové válce se stal majitelem biskupického lihovaru stát a v dnešní době zde hospodaří soukromý podnikatel. Pálí se nejen ze švestek, ale i ze třešní, hrušek a jablek apod.

## Znak
Biskupický znak znázorňuje pluh.

## Společenský život v obci
- Zimní radovánky–sjezd na čemkoliv

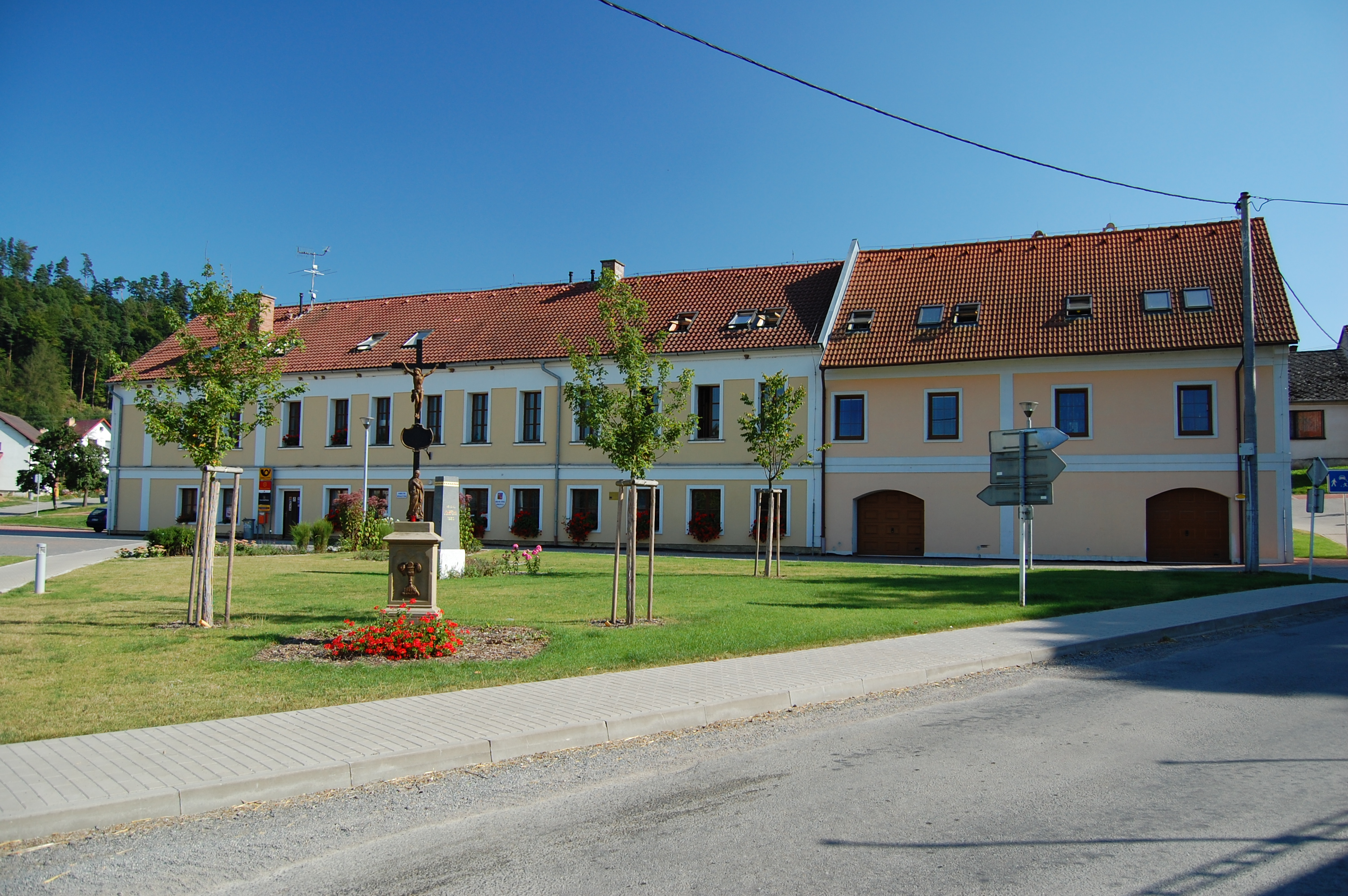
Náves s obecním úřadem v Biskupicích

- Masopustní průvod–průvod obcí zakončen pochováváním basy v místní hospodě
- Velikonoce–velikonoční dílna
- Pálení čarodějnic–30. dubna
- Memoriál Jaroslava Sedlatého–závod branné zdatnosti
- Beseda s důchodci–společné posezení důchodců
- Kácení máje–osada Zálesí
- Dětský den–soutěže pro děti
- Pouť–turnaj v malé kopané
- Víkendový pobyt–mini dětský tábor
- Biskupice naruby–kluci jsou holky, holky jsou kluci
- Biskupické kaléšek–festival slivovice (letos spojen s oslavou 750. let od první zmínky o Biskupicích)
- Bobřík odvahy–noční procházka lesem
- Rozsvícení vánočního stromečku–přání pro Ježíška, vánoční koledy
- Mikuláš–Mikuláš chodí po vesnici
- Silvestr–ohňostroj

### Modrá stuha
Biskupice v roce 2010 vyhrály cenu Vesnice roku–Modrá stuha za společenský život v obci.

### Zajímavosti
Biskupice se tři roky po sobě zapsaly do České knihy rekordů:
- Velikonoční pomlázka z osmi prutů (rok 2010).[5] Měří 55 metrů, výroba trvala 7,5 hodiny čistého času.
- Vejce z vrbového proutí (rok 2011).[6] Vysoké 283 cm, obvod má 432 cm. Výroba trvala 23 hodin čistého času.
- Zajíc z vrbového proutí (rok 2012).[7] Zajíc má přes břicho 3 metry a 29 cm, hrudník má 2 metry a 3 cm. Vysoký je 296 centimetrů. A jeho tlapka měří 77 cm.

Nejzajímavější akce ve vesničce je Biskupické kaléšek, který do vesnice patří už 13 let. Duchovními otci této akce jsou František Václavek a Oldřich Koudelka.

## Pamětihodnosti
- Zámek Biskupice
- Hrad Plankenberk, zřícenina
- Kostel svatého Petra a Pavla
- Socha svatého Floriána
- Socha svatého Jana Nepomuckého
- Hrubé kolo–hradiště z doby bronzové a halštatské[8]

## Části obce
- Biskupice
- Zálesí

## Fotogalerie

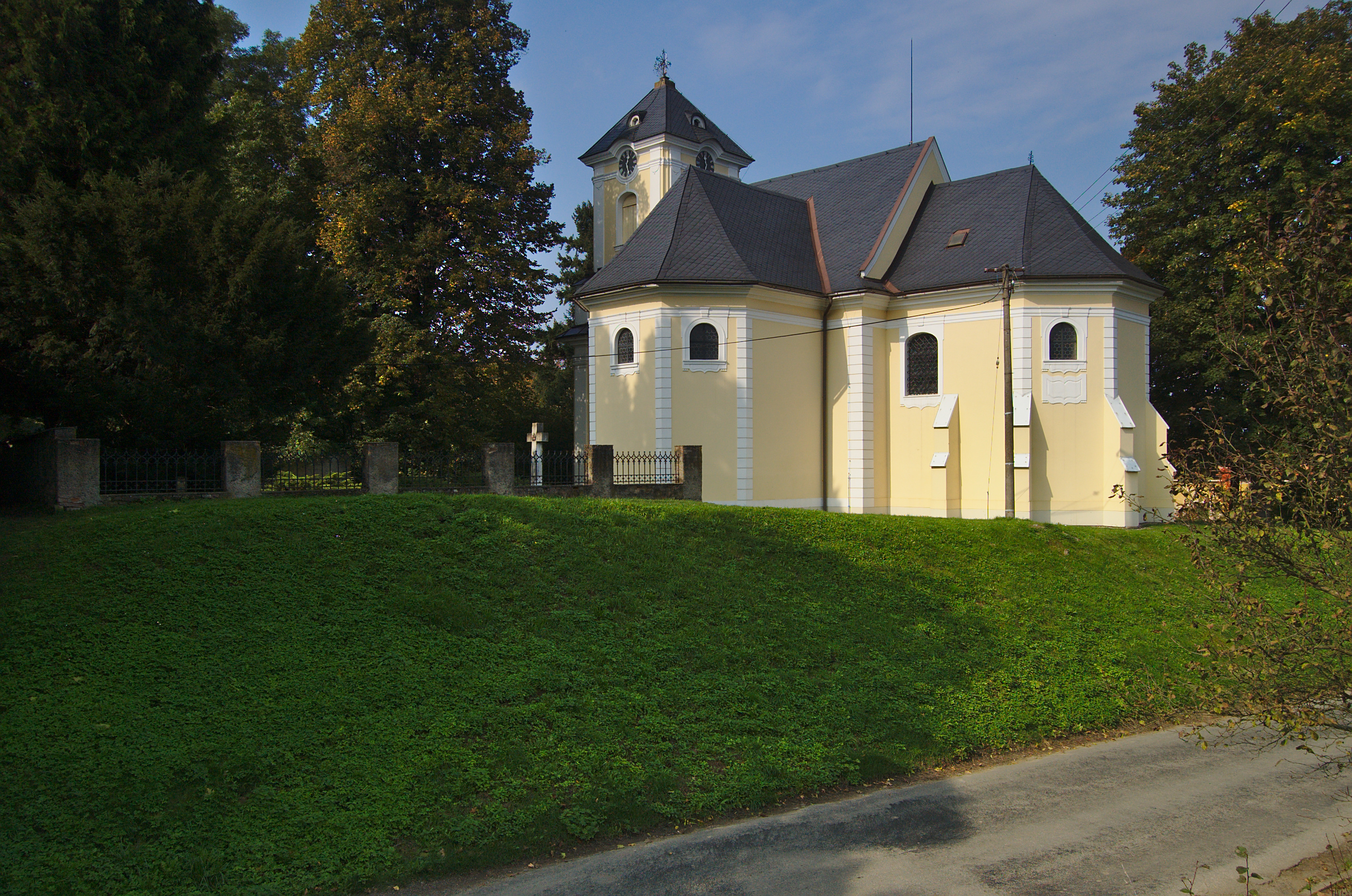
Kostel svatých Petra a Pavla
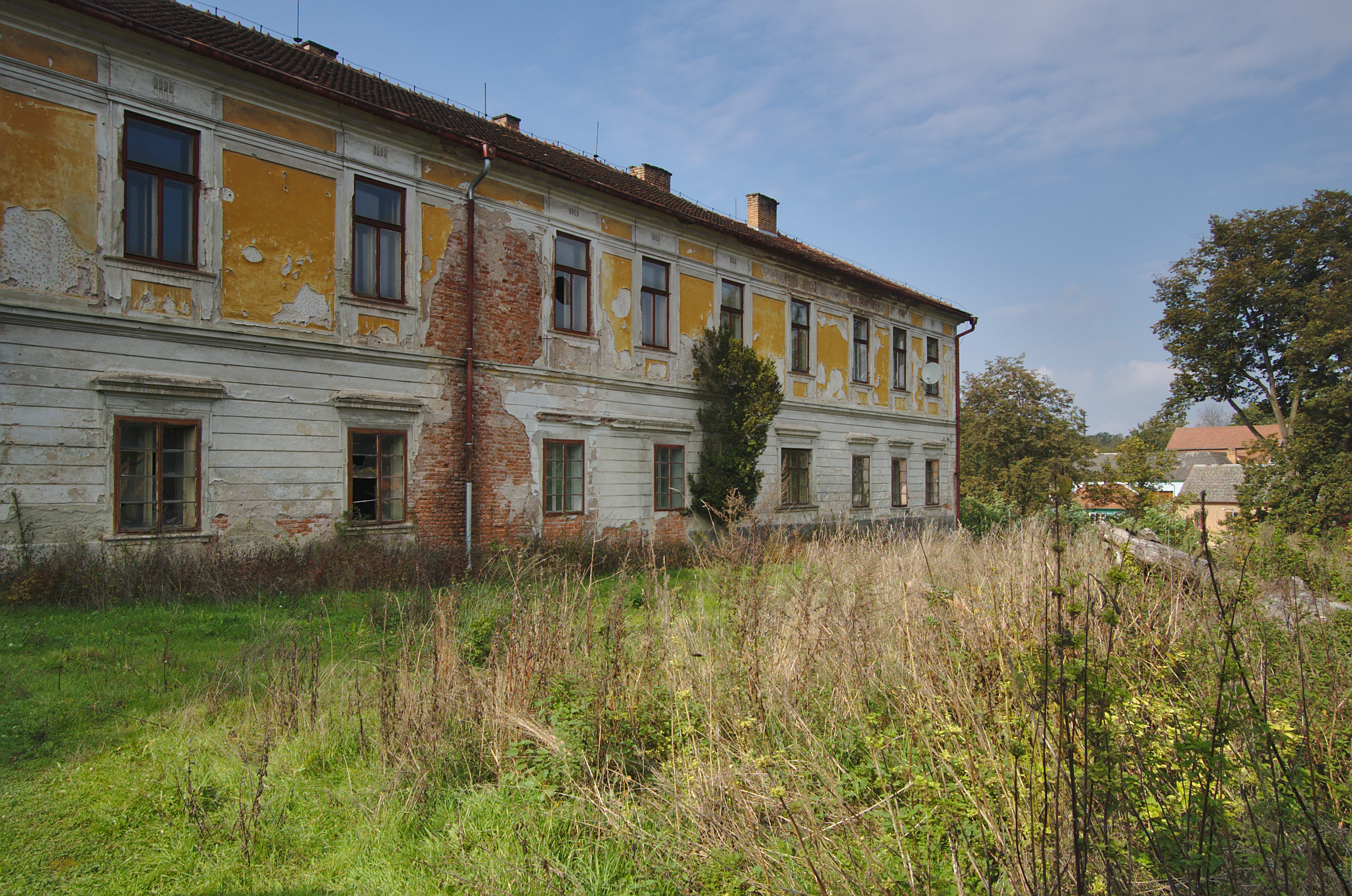
Zámek
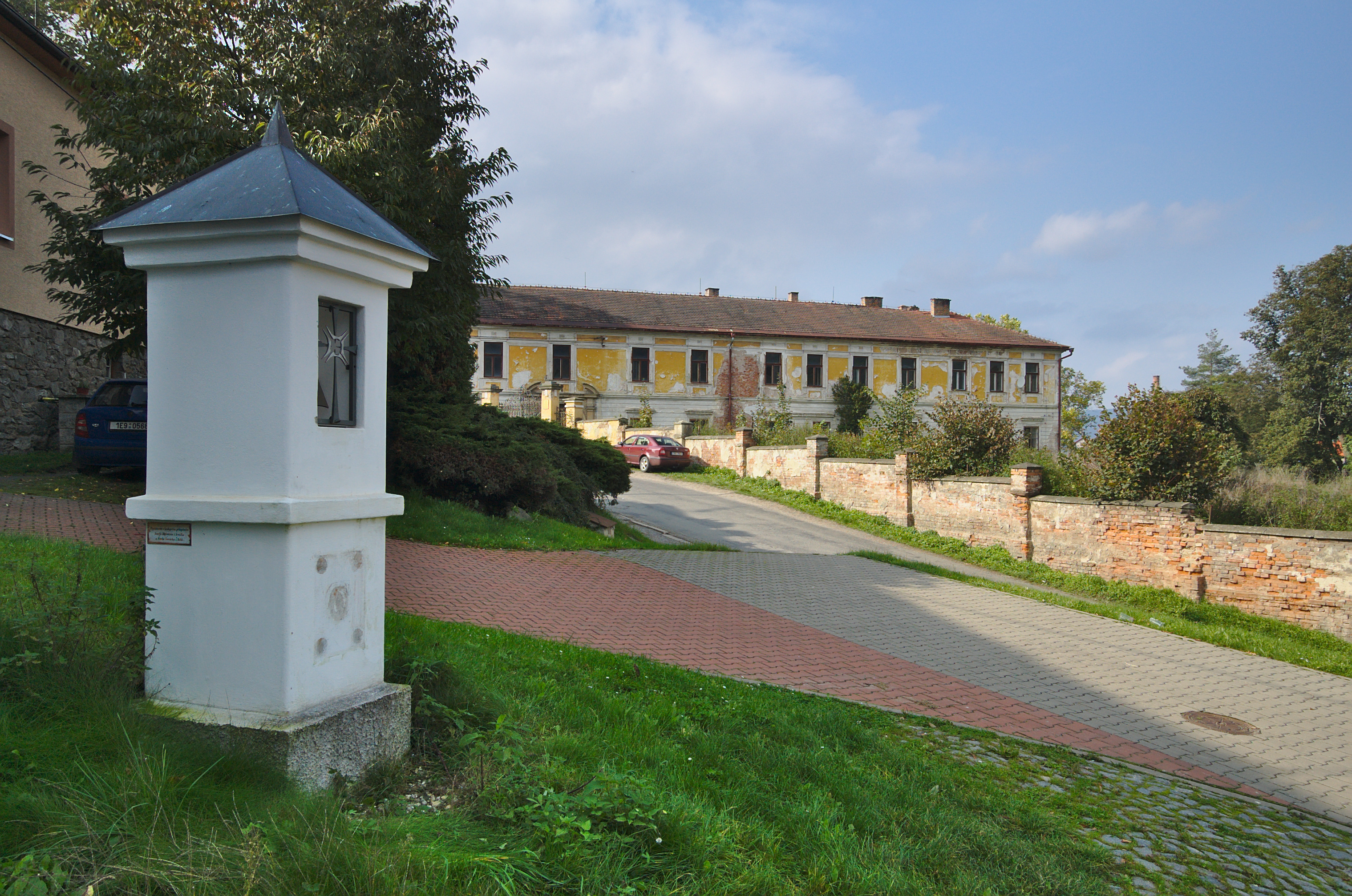
Boží muka jižně od návsi
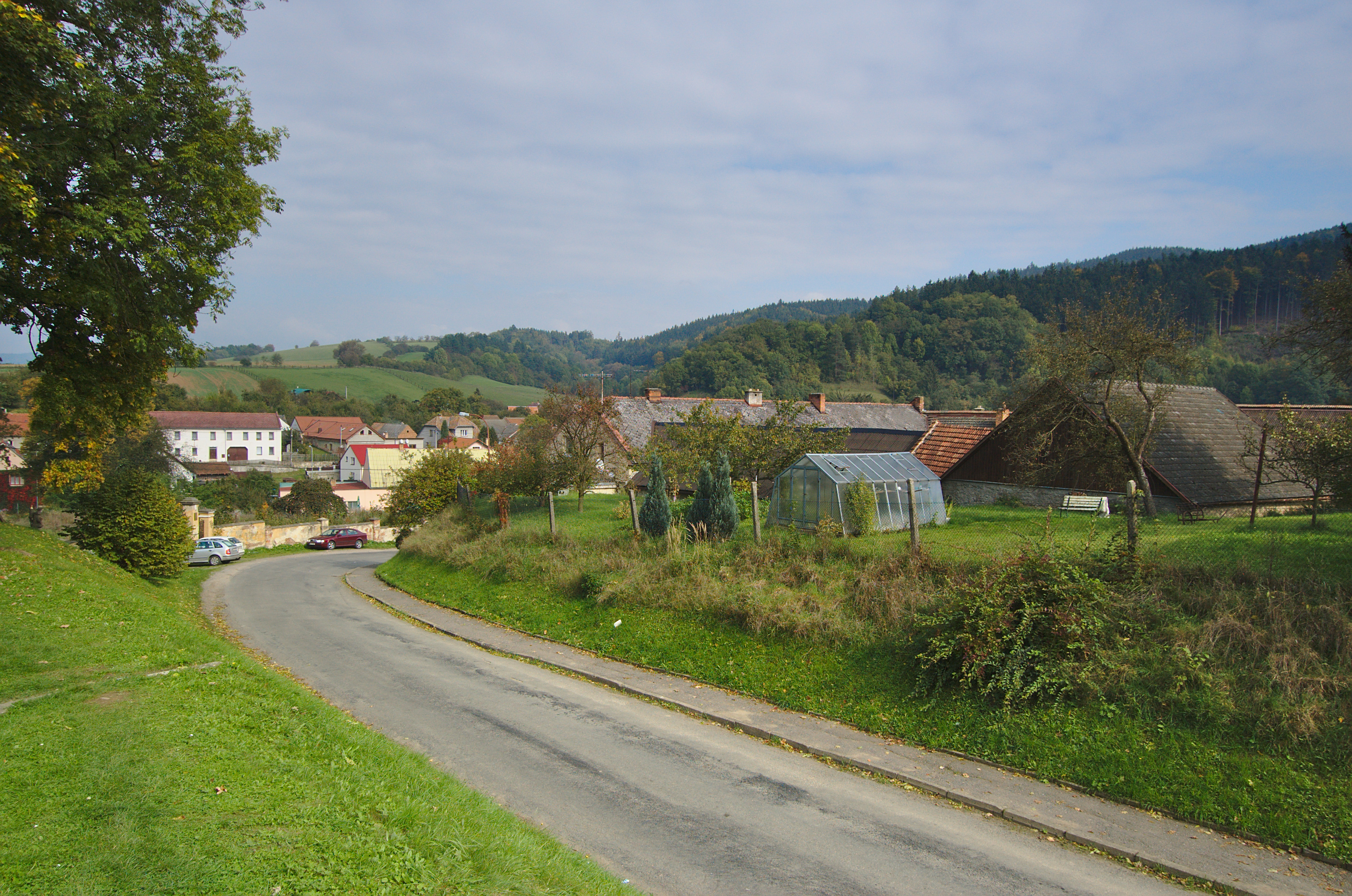
Pohled na vesnici od kostela
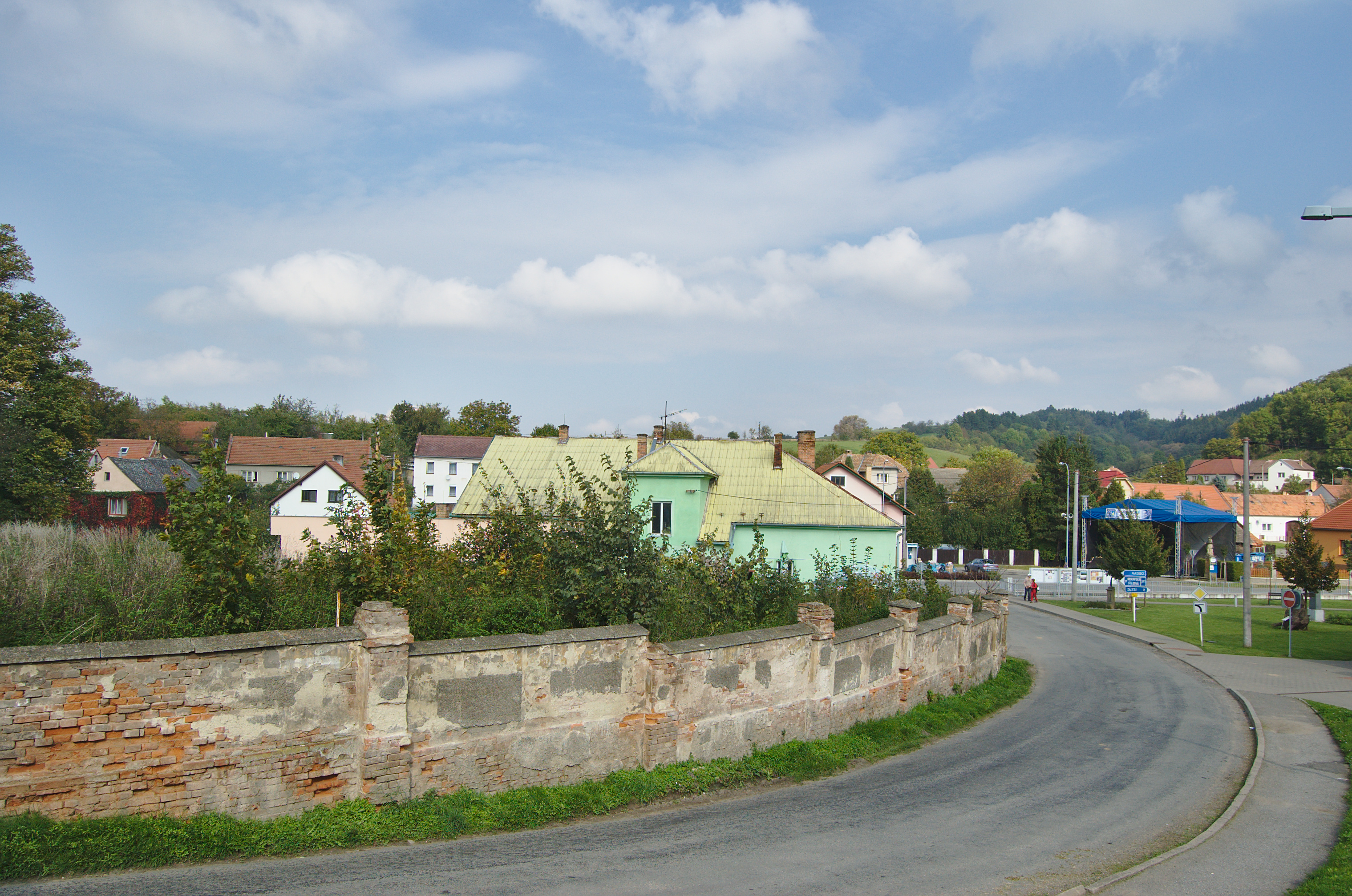
Pohled na vesnici od zámku
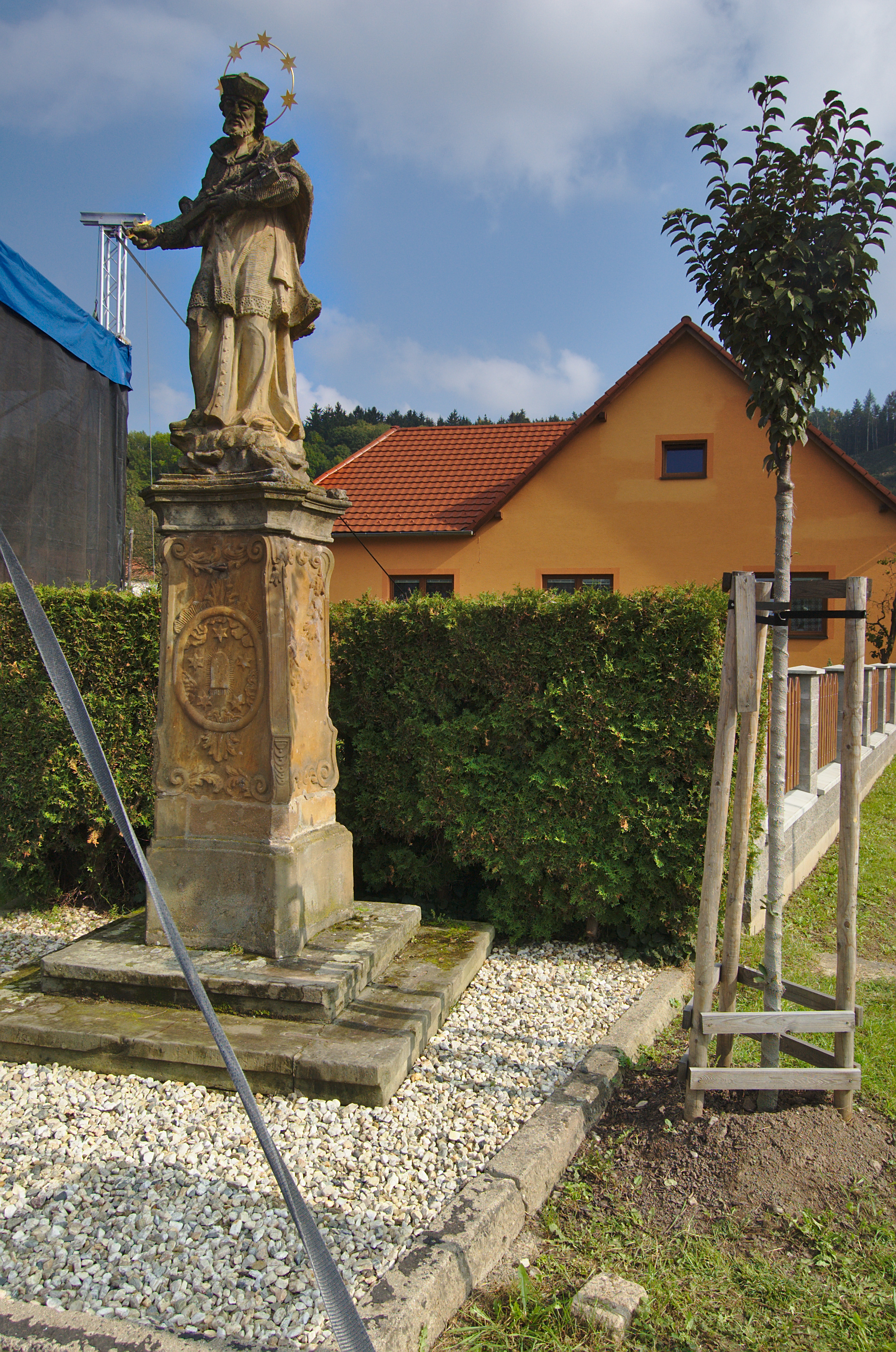
Socha na návsi
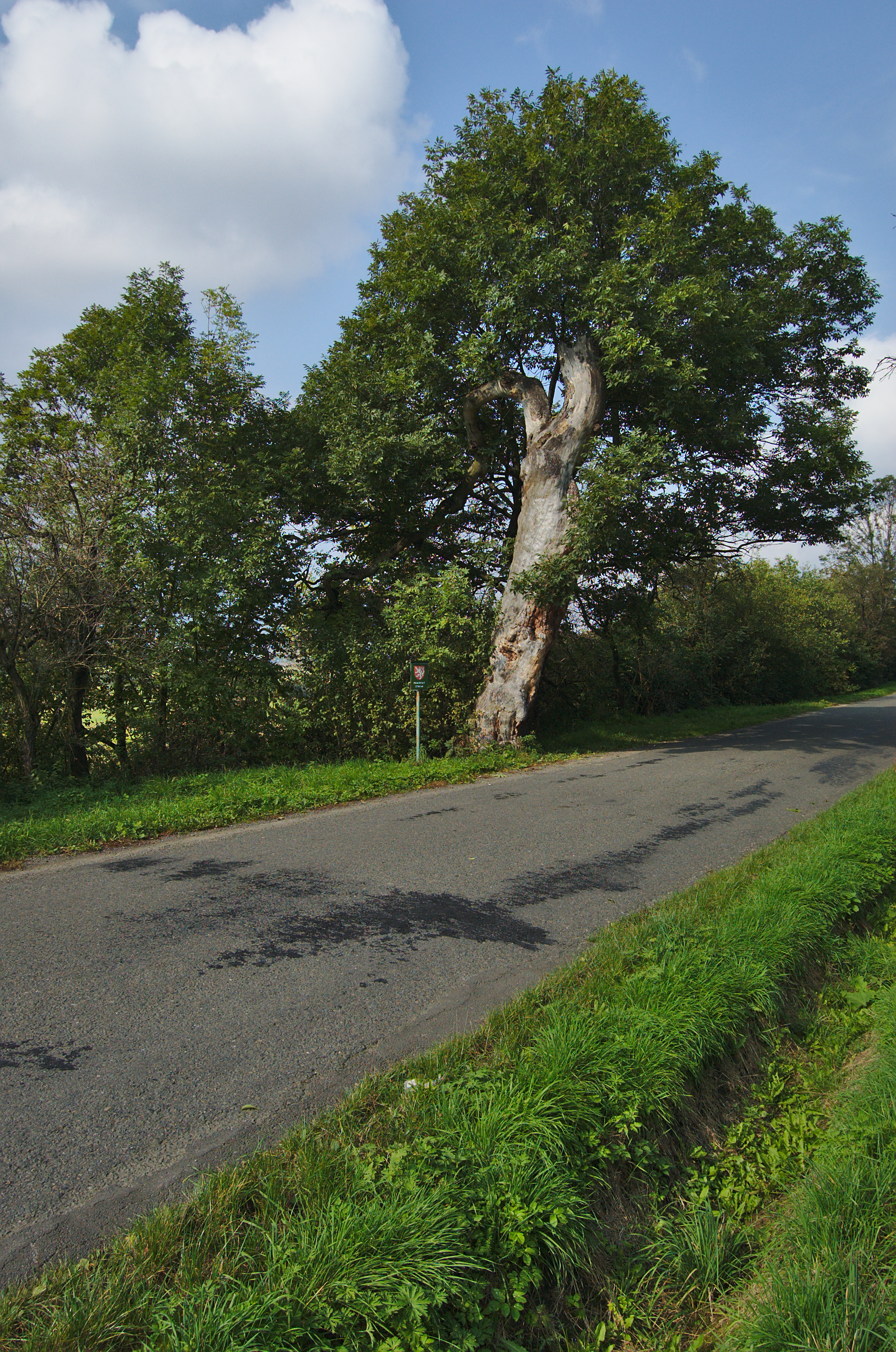
Chráněná borovice lesní na silnici mezi obcemi Biskupice a Nectava